# Radio România Internațional
Radio România Internațional (abreviat RRI) este blocul de programe radio internaționale al Societății Române de Radiodifuziune, format din RRI 1 - destinat comunităților române, prin emisiunea „În direct, România” ce prezintă știri interne și externe și RRI 2 - destinat străinilor, prin emisiunea „Punți radiofonice” în limbile arabă, chineză, engleză, franceză, germană, italiană, sârbă, spaniolă, rusă și ucraineană.

## Istoric
Primele emisiuni de radio experimentale transmise din România pentru străinătate au fost programe muzicale, în anul 1927, un an înainte de înființarea Societății Române de Radio.
În clădirea ce găzduiește astăzi Muzeul Literaturii Române din București își avea sediul Institutul Electrotehnic Universitar. În laboratoarele acestui Institut a fost construit, în 1927, un post de emisie românesc, cu o putere de 300 kW și care funcționa pe lungimea de undă de 280 de metri. Era, deja, al treilea post experimental românesc, dar în cazul său anunțarea emisiilor se făcea în patru limbi: română, franceză, germană și italiană. Având o acoperire de aproximativ 1000 de kilometri, putea fi recepționat în Europa și în Orientul Apropiat.
Radioul era cel mai bun și eficient mod de propagandă, de aceea, începând din martie 1933, Radio România începe să emită de două ori pe săptămână emisiunea intitulată „Pentru informarea străinătății”. Emisiunea era transmisă în 2 limbi: marțea în limba franceză, iar vinerea și ulterior joia, în limba germană.
După 23 august 1944 postul, redenumit Dacia romană, emitea în limbile engleză, rusă, franceză, maghiară și germană. Conform deciziei Consiliului de Administrație, postul radio își propunea „să lupte pentru încadrarea României în Națiunile Unite, să prezinte reconstrucția economică și democratizarea țării”.
Pe 1 decembrie 1946 a fost înființat un nou post românesc pentru străinătate numit România Liberă, desprins din Radio România Internațional.
Prima emisiune în limba română pentru străinătate s-a difuzat la 10 iulie 1950 în unde scurte, în paralel cu postul România liberă. Ambele aveau programe cu durata de 30 de minute. Pe parcursul următorilor ani apare și „Emisiunea română pentru SUA”.
În anul 1975 în cadrul Redacției Emisiunilor pentru Străinătate a fost înființată Secția Rusă, a cărei primă emisiune a ieșit pe post, pe unde scurte, la 15 decembrie al același an. România devenise prima țară din Pactul de la Varșovia care avea o emisiune în limba rusă care ajungea direct la ascultătorul sovietic, fără a fi cenzurată la Moscova.
La 23 martie 1991, RRI începea să emită programe în dialectul aromân pentru comunitățile de aromâni din Balcani.
Emisiunile în limba maghiară au debutat la 14 august 1993. Ultima emisiune a fost difuzată la 27 martie 2004.
În martie 2001 RRI este divizat în RRI 1 și RRI 2: la RRI 1 apare emisiunea “În direct, România” ce redă știri pentru comunitățile românești. Emisiunile proprii în limba română sunt completate cu preluări de la posturile interne ale SRR și de la Redacția Teatru. RRI 2 se ocupă cu difuzarea programelor în limbi străine.

## Recepție
Emisiunile difuzate 10 ore pe zi, pe unde scurte, la orele 07:20, 18:20 și 22:20, pot fi recepționate în toată Europa cu excepția nordului, în Israel și pe Coasta de Est a Americii de Nord.
În perioada 30 octombrie 2022 - 25 martie 2023 se poate recepționa pe unde scurte:
| Zona de recepție | Ora României | Timp Universal (UTC) | Frecvențe (kHz)   |
| ---------------- | ------------ | -------------------- | ----------------- |
| America de Nord  | 03:00-05:00  | 00:00-02:00          | 5.910 ; 7.420     |
| Europa           | 07:00-08:00  | 04:00-05:00          | 6.145 ; 7.220 DRM |
| Europa Centrală  | 15:00-16:00  | 12:00-13:00          | 9.570             |
| Europa de Vest   | 16:00-18:00  | 13:00-15:00          | 15.370 ; 17.790   |
| Israel           | 19:00-20:00  | 16:00-17:00          | 7.370 ; 9.810     |
| Europa de Vest   | 20:00-23:00  | 17.00-20.00          | 11.820 ; 15.160   |

Frecvențele de unde scurte recepționabile doar duminica, în programul "Curierul românesc":
| Zona de recepție  | Ora de iarnă a României | Timp Universal (UTC) | Frecvențe (kHz) |
| ----------------- | ----------------------- | -------------------- | --------------- |
| Orientul Apropiat | 10:00-11:00             | 07:00-08:00          | 15.200 ; 17.560 |
| Iran              | 10:00-11:00             | 07:00-08:00          | 15.430 ; 17.750 |
| Orientul Apropiat | 11:00-12:00             | 08:00-09:00          | 15.200 ; 17.640 |
| Egipt             | 11:00-12:00             | 08:00-09:00          | 15.430 ; 17.750 |
| Maghreb           | 12:00-13:00             | 09:00-10:00          | 15.200 ; 17.640 |
| Europa            | 12:00-13:00             | 09:00-10:00          | 15.260 ; 17.800 |